# Nilus pseudoalbocinctus
Espèce
Synonymes
- Thalassius pseudoalbocinctus Sen, Saha & Raychaudhuri, 2010

Nilus pseudoalbocinctus est une espèce d'araignées aranéomorphes de la famille des Pisauridae.

## Distribution
Cette espèce est endémique du Bengale-Occidental en Inde,. Elle se rencontre dans le parc national de Gorumara dans le district de Jalpaiguri.

## Description
La femelle holotype mesure 11,79 mm.

## Publication originale
- Sen, Saha & Raychaudhuri, 2010 : New and hitherto unknown nursery web spider species (Araneae: Pisauridae) from the reserve forests of Dooars, West Bengal, India. Munis Entomology & Zoology, vol. 5, p. 225-231 (texte intégral).